# Take It Off
«Take It Off» — сингл американской певицы Кеши из её дебютного альбома Animal 2010 года.

## О песне
Песня была написана Кешей, Dr. Luke и Claude Kelly. «Take It Off» была выпущена четвёртым и последним синглом из альбома Animal. Песня была положительно принята критиками, но они были не довольны сильной электронной обработкой голоса. До того, как песня стала синглом, у неё были высокие продажи в США, Великобритании и Канаде, что и привело к тому, что она была выпущена синглом. Благодаря тому, что композиция попала в десятку Billboard Hot 100, Кеша стала одиннадцатым исполнителем у которого четыре сингла из дебютного альбома попали в десятку Billboard Hot 100.
Существует два видео на сингл. Первая версия показывает Кешу и её друзей в заброшенном городе, где в большой яме они превращаются в разноцветную пыль. Второе видео показывает Кешу в клубе.

## Список композиций
- Digital download

1. «Take It Off» – 3:35

## Чарты
| Чарт (2010)                                | Высшая позиция |
| ------------------------------------------ | -------------- |
| Австралия (ARIA)                           | 5              |
| Бельгия/Фландрия (Ultratop 50)             | 22             |
| Бельгия/Валлония (Ultratip Bubbling Under) | 22             |
| Канада (Billboard Canadian Hot 100)        | 8              |
| Чехия (Rádio — Top 100)                    | 8              |
| Дания (Tracklisten)                        | 35             |
| Венгрия (Rádiós Top 40)                    | 1              |
| Ирландия (IRMA)                            | 12             |
| Япония (Billboard Japan Hot 100)           | 81             |
| Нидерланды (Dutch Top 40)                  | 21             |
| Новая Зеландия (Recorded Music NZ)         | 11             |
| Шотландия (OCC Scotland)                   | 12             |
| Словакия (Rádio — Top 100)                 | 10             |
| Испания (PROMUSICAE)                       | 37             |
| Швеция (Sverigetopplistan)                 | 53             |
| Великобритания (OCC UK Singles)            | 15             |
| США (Billboard Hot 100)                    | 8              |
| США (Billboard Pop Airplay)                | 6              |
| США (Billboard Adult Pop Airplay)          | 29             |